# Родін Анатолій Петрович
Анато́лій Петро́вич Ро́дін (нар. 8 січня 1937, Подольськ, СРСР — пом. 9 жовтня 2013, Запоріжжя, Україна) — радянський футболіст, що виступав на позиції нападника. Найбільш відомий завдяки виступам у складі донецького «Шахтаря» та луганських «Трудових Резервів». Майстер спорту СРСР (1961).

## Життєпис
Анатолій Родін народився у місті Подольськ Московської області. Навчався футболу в місцевому ДЮСШ «Торпедо», а у 1955 році дебютував за дорослу команду в матчах колективів фізкультури. У 1956 році перейшов до першої в кар'єрі команди майстрів — ризької «Даугави». Виступав за збірну Латвійської РСР на Спартакіаді народів СРСР 1956 року.
З 1957 по 1960 рік захищав кольори луганських «Трудових Резервів». Був безсумнівним лідером атак команди. Невисокого зросту, технічний та моторний, він виконував величезний обсяг роботи на полі.
У 1961 році перейшов до лав донецького «Шахтаря», разом з яким у першому ж сезоні здобув Кубок СРСР. Наступного сезону «гірникам» з Родіним у складі вдалося повторити успіх, а у 1963 році вони поступилися в фіналі московському «Спартаку».
Після того, як Родін залишив «Шахтар» у 1965 році, він нетривалий час виступав за запорізький «Металург», нікопольський «Трубник», херсонський «Локомотив». Закінчив кар'єру в 1968 році у складі криворізького «Кривбасу».
Помер у Запоріжжі на 77-му році життя.

## Досягнення та відзнаки
Командні здобутки
- Володар Кубка СРСР (2): 1961, 1962
- Фіналіст Кубка СРСР (1): 1963

Особисті відзнаки
- Майстер спорту СРСР (1961)
- У списках 33-х найкращих футболістів УРСР (2): № 2 (1964), № 3 (1961)
- Орден «За заслуги» III ступеня (1 грудня 2011) — за вагомий особистий внесок у розвиток вітчизняного футболу, досягнення високих спортивних результатів, багаторічну сумлінну працю та з нагоди 20-річчя Всеукраїнської спортивної громадської організації «Федерація футболу України»[1]